# Kappiyarai
Kappiyarai es una ciudad y nagar Panchayat situada en el distrito de Kanyakumari en el estado de Tamil Nadu (India). Su población es de 15998 habitantes (2011).

## Demografía
Según el censo de 2011 la población de Kappiyarai era de 15998 habitantes, de los cuales 7858 eran hombres y 8140 eran mujeres. Kappiyarai tiene una tasa media de alfabetización del 93,91%, superior a la media estatal del 80,09%: la alfabetización masculina es del 95,23%, y la alfabetización femenina del 92,64%.